# تفجيرات المقاهي الشعبية 1985
تفجيرات المقاهي الشعبية 1985 هي حادثة تفجير مقهيين شعبيين في مدينة الكويت، في 11 يوليو 1985. نتج عن التفجيرين مقتل 11 شخص واصابة 89 جريح.

## الأحداث
تم تفجير متفجرات عالية التركيز في مقهيين شعبيين في مدينة الكويت في كل من منطقتي الوطيه والسالمية، خلفت التفجيرات 11 قتيل و98 جريح، وتم اكتشاف قنبلة ثالثة تم تفكيكها في مقهى ثالث في مدينة الكويت، وفي يناير من عام 1987، تم الحكم على شخصين بالإعدام بعد اتهامهما بزرع القنابل التي أدت إلى تفجير المقاهي، في حين حكم على متهم ثالث بالسجن المؤبد، وحكم على متهم رابع بالسجن لمدة 3 أعوام.